# Зесхо
Зесхо (груз. ზესხო) — село в Грузії.
За даними перепису населення 2014 року в селі проживає 5 особа.